# Товариство св. апостола Павла у Львові
Това́риство св. апо́стола Павла́ у Льво́ві — католицьке товариство, засноване 1891 року у Львові з метою влаштовувати реколекції для священиків і поширювати релігійність у народі.

## Діяльність
Перші загальні збори Товариства відбулися у Львові 3 лютого (н. ст.) 1891 р. Головою виділу був обраний о. крилошанин Лев Туркевич.
Друкованим органом Товариства з 1895 р. став часопис «Душпастир».
Товариство випустило близько 50 книжечок релігійного, історичного і літературного змісту (в «Релігійно-просвітній бібліотеці для народу»). Для емігрантів видавало «Листки св. Рафаїла», якийсь час було видавцем журналу «Нива», вело кампанію проти примусового целібату священиків у Станиславівській і Перемиській єпархіях. Ліквідоване 1925 року за внесення до Ліги Націй скарги проти переслідувань українських священиків польською владою.
Головами товариства були серед інших: Л. Туркевич, Є. Гузар, Д. Лопатинський (з 1922).